# Aglaja ocelligera
Aglaja ocelligera is een slakkensoort uit de familie van de Aglajidae. De wetenschappelijke naam van de soort is voor het eerst geldig gepubliceerd in 1893 door Bergh.